# Ziua Internațională pentru Sprijinirea Victimelor Torturii
Ziua Internațională pentru Sprijinirea Victimelor Torturii - 26 Iunie este organizată anual pe 26 iunie pentru a vorbi pe față împotriva crimelor torturii și pentru a onora și sprijini victimele și supravețuitorii din întreaga lume. România a semnat adeziunea la această Convenție pe 10 august 1990. 
„Aceasta este o zi în care ne prezentăm omagiile noastre pentru cei care au suferit inimaginabilul. Aceasta este o ocazie pentru lume, pentru a vorbi pe față împotriva faptelor de nedescris. Este așteptat de mult timp ca o zi să fie dedicată reamintiri și sprijinirii victimelor și supraviețuitorilor torturii din întreaga lume.”—Fostul Secretar General al Națiunilor Unite Kofi Annan
„Într-un moment în care aspirațiile legitime ale persoanelor, în multe regiuni ale lumii, pentru o mai mare libertate, demnitate și o viață mai bună sunt prea des oprite cu violență și represiune, am îndemna statele membre să respecte drepturile fundamentale ale tuturor oamenilor. Tortura și alte forme de cruzime, degradante și inumane și pedeapsa, ori de câte ori acestea apar și indiferent de circumstanțe, nu pot fi justificate. Secretarul General al Organizației Națiunilor Unite Ban Ki-moon 2011”